# Le Charnier
Le Charnier est un tableau peint entre 1944 et 1946 par Pablo Picasso. Il est conservé au Museum of Modern Art de New York.

## Histoire
Lorsque Picasso entame la réalisation de cette toile, à la fin de la Seconde Guerre mondiale, il n'a peint que très peu d'œuvres en lien avec l'actualité, en dehors bien sûr de Guernica. Cela correspond aussi à une période pendant laquelle il adhère au Parti communiste français, en octobre 1944, qui se proclame alors le « parti des 75000 fusillés ». Le Charnier constitue l'une de ses premières œuvres en lien avec ses nouvelles convictions politiques. 
La datation du tableau est difficile à établir et sa réalisation a sans doute pris beaucoup de temps. Il aurait été commencé à la fin de l'année 1944. Christian Zervos passe dans l'atelier de Picasso en février 1945 et en photographie une version inachevée. Il fait de même au mois d'avril suivant puis en mai où le tableau n'est toujours pas fini. Jusqu'à cette date, il semble n'avoir travaillé qu'au fusain. En juillet, le photographe Brassaï rencontre Picasso dans son atelier alors qu'il est encore à l'œuvre sur cette toile. Il rehausse certains traits à la peinture à l'huile noire et grise. Il semble continuer à faire des ajouts sur la toile jusqu'en février 1946, date à laquelle il expose la toile pour la première fois, au cours de l'exposition Arts et résistance, organisée par des associations de résistants communistes au musée national d'art moderne (installé alors au Palais de Tokyo). Cependant, la toile exposée n'est pas encore la version définitive, selon le témoignage du collectionneur Sidney Janis. D'autres petits ajouts semblent avoir été effectués peut-être jusqu'en 1948. Elle est de nouveau exposée mais dans sa version définitive en 1953 lors de la rétrospective Picasso au Palais royal de Milan.
Picasso semble avoir accepté en 1946 de vendre l'œuvre au bénéfice des organisations des anciens combattants communistes, cependant, il ne la vend qu'en 1954 et le cède au collectionneur américain Walter P. Chrysler Jr, fils de Walter Chrysler. C'est auprès de ce collectionneur que le Museum of Modern Art de New York acquiert le tableau en 1971 avec l'aide notamment du legs de Margaret Seligman Lewisohn.

## Description
Le tableau représente un empilement de corps au milieu d'une pièce où se trouve une table sur laquelle sont posés un pichet et une casserole. Parmi les corps, on distingue celui d'un homme, d'une femme et d'un enfant. Des flammes se dirigeant vers le coin gauche de la toile évoque une mort par le feu. Leurs corps son enchevêtrés et désarticulés. Les pieds de l'homme apparaissent à gauche tandis que sa tête gît les yeux ouverts à droite et ses poignets, attachés par un lien, sont tendus vers le ciel. La tête de la femme se trouve à gauche, avec un seul œil ouvert, et ses pieds à l'autre bout du tableau, tandis qu'une de ses blessures saigne encore. L'enfant, les deux yeux fermés, tente d'arrêter le saignement de sa mère avec sa main. 
La toile reprend des éléments de tableaux antérieurs, et principalement de Guernica : outre l'usage de la même grisaille l'homme est une réminiscence du soldat mort et la femme pourrait être une reprise de la mère à l'enfant. De manière plus anecdotique, le pichet et la casseroles sont repris de La Casserole émaillée, une peinture réalisée au même moment en février 1945. 
Selon les historiens de l'art, Le Charnier serait inspiré par les images de la libération des camps de concentration nazis par les Alliés. Cependant, les premières images des camps diffusées par les troupes américaines n'apparaissent dans la presse qu'à partir du mois d'avril 1945, alors que Picasso semble avoir commencé sa toile dès la fin 1944. Il pourrait en réalité avoir été inspiré par une photo de corps de victimes soviétiques parue dans L'Humanité le 13 décembre 1944. Picasso aurait par ailleurs demandé à son ami Pierre Daix, rescapé du camp de Mauthausen, si son tableau se rapprochait de la réalité concentrationnaire.